# Endomorfismo de Frobenius
Em álgebra comutativa e teoria dos corpos, que são ramos da matemática, o endomorfismo de Frobenius é um endomorfismo de anéis de característica um número primo. Em certos contextos é um automorfismo, mas esta afirmação não é correta no geral.
O endomorfismo de Frobenius é a função que leva cada elemento na sua p-ésima potência:
{\displaystyle \phi (x)=x^{p}\,}
Esta função é um endomorfismo em corpos de característica p, porque, nestes, vale a expressão
{\displaystyle (x+y)^{p}=x^{p}+y^{p}\,}
Restrito a {\displaystyle \mathbb {Z} /p\mathbb {Z} \,}, este endomorfismo é a função identidade, mas para qualquer outro elemento {\displaystyle \phi (x)\neq x\,} (caso contrário o polinômio {\displaystyle p(x)=x^{p}-x\,} teria mais de p raízes).